# Hrabětice
Hrabětice település Csehországban, a Znojmói járásban. Hrabětice Hrušovany nad Jevišovkou, Wildendürnbach, Neudorf im Weinviertel, Laa an der Thaya, Hevlín és Šanov településekkel határos. Lakosainak száma 880 fő (2024. január 1.).

## Népesség
A település lakosságának változását az alábbi diagram mutatja:
| Lakosok száma | 779  | 1163 | 1564 | 1135 | 941  | 909  | 870  | 889  | 855  | 880  |
|               | 1869 | 1890 | 1921 | 1950 | 1980 | 2001 | 2017 | 2019 | 2022 | 2024 |